# 포켓몬 에볼루션즈
《포켓몬 에볼루션즈》(영어: Pokémon Evolutions)는 2021년 9월 9일부터 12월 23일까지 유튜브에서 방영된 《포켓몬스터》의 웹 애니메이션이다.

## 등장인물
- 단델
- 호브
- 승재

## 방영 목록
| 화수 | 제목                                | 착신일자 (일본)  |
| ---- | ----------------------------------- | ---------------- |
| 1    | "ザ・チャンピオン(더 챔피언)"       | 2021년 9월 9일   |
| 2    | "ジ・エクリプス(디 이클립스)"       | 2021년 9월 23일  |
| 3    | "ザ・ビジョナリー(더 비전리)"       | 2021년 10월 7일  |
| 4    | "ザ・プラン(더 플랜)"               | 2021년 10월 21일 |
| 5    | "ザ・ライバル(더 라이벌)"           | 2021년 12월 2일  |
| 6    | "ザ・ウィッシュ(더 위시)"           | 2021년 12월 9일  |
| 7    | "ザ・ショウ(더 쇼)"                 | 2021년 12월 16일 |
| 8    | "ザ・ディスカバリー(더 디스커버리)" | 2021년 12월 23일 |